# حمام درو
حمام درو مربوط به سدهٔ ۱۰ تا ۱۳ ه.ق است و در شهرستان خلخال، بخش شاهرود، دهستان شاهرود، روستای درو واقع شده و این اثر در تاریخ ۱۲ دی ۱۳۸۶ با شمارهٔ ثبت ۲۰۳۹۲ به‌عنوان یکی از آثار ملی ایران به ثبت رسیده است.